# Атомная школа
«Атомная школа» (англ. Class of Nuke 'Em High) — американский научно-фантастический комедийный фильм ужасов. Снят на студии Troma Entertainment. У фильма есть несколько продолжений.

## Сюжет
На АЭС в городке Тромавилль в штате Нью-Джерси происходит утечка радиации. Радиация попадает в воду и заражает одного из учеников, когда он пьёт из фонтанчика в школе. Впоследствии этот ученик сходит с ума и погибает. Руководство АЭС, в лице мистера Пэйли, успокаивает общественность, заявляя, что авария на станции и гибель ученика никак не связаны между собой и горожанам не о чем беспокоиться.
В самой школе неожиданно появляется банда хулиганов, называющих себя «Кретинами». Ещё совсем недавно это были хорошие ученики, а теперь они выглядят как панки. У них есть доступ на территорию АЭС, поскольку там работает их знакомый. Рядом со станцией «Кретины» выращивают коноплю, а косяки потом продают в школе ученикам. Один такой косяк покупает Эдди, который на «пляжной вечеринке» угощает им своего друга Уоррена и его подругу Крисси. Радиоактивный косяк оказывает на Крисси эффект афродизиака. Крисси и Уоррен занимаются сексом, после чего им снятся кошмары. Крисси видит кошмар, связанный с беременностью, а через некоторое время выплёвывает из себя в школьном туалете некое существо похожее на головастика. Существо через канализацию попадает в бочку с радиоактивными отходами в школьном подвале. Неожиданно радиация оказывает эффект и на Уоррена. Он становится очень сильным и убивает в переулке нескольких «Кретинов», когда они грабят и избивают старушку. Через некоторое время действие радиации проходит, и Уоррен уже не помнит, что с ним произошло.
В другой раз «Кретины» мучают в туалете «ботаника», заставляя того покупать у них косяки. Свидетелем этого становится Уоррен. Он вступает с бандой в неравный бой. Драку прерывает один из учителей, который отводит хулиганов к директору. Поскольку у «Кретинов» уже были множественные нарушения школьного распорядка их исключают из школы. Хулиганы решают отомстить Уоррену. Они включают тревожную сирену и таким образом эвакуируют всю школу. Крисси же они берут в плен и прячут в школьном подвале. Уоррен отправляется её спасать. В это время из бочки восстаёт огромный радиоактивный монстр, который нападает на всех присутствующих. Монстр убивает всех «Кретинов». Уоррену же удаётся одолеть его при помощи лазера. Монстр взрывается, уничтожая всю школу. Ученики, всё это время толпившиеся вокруг школы, принимаются ликовать, поскольку занятия теперь отменены.

## Актёры
- Джанелл Брэйди — Крисси
- Джил Брентон — Уоррен
- Роберт Причард — Спайк
- Джеймс Наджент Вернон — Эдди
- Пэт Райан — мистер Пэйли
- Брэд Данкер — Гонзо
- Гари Шнайдер — Пит
- Тео Кохан — Мёффи
- Рик Ховард — Спад
- Гари Розенблатт — Грэг
- Мэри Тейлор — Джуди
- Лорен Хезер Макмахон — Тару

## Саундтрек
Этан Хёрт был композитором фильма. В частности он создал тему фильма «Nuke 'Em High». Хотя сам фильм вышел в 1986 году, саундтрек к нему оставался неизданным вплоть до 2014 года, когда компания Troma выпустила его на лейбле Ship to Shore PhonoCo. Альбом был выпущен на физических носителях ограниченны тиражом в 1300 копий, 700 из которых были чёрного цвета, 300 — зелёного (Atomic High) и ещё 300 — сине-зелёного цвета (Dewey’s Meltdown). Каждый экземпляр включал в себя карточку с кодом для загрузки расширенного цифрового релиза, содержащего комментарии к каждому треку от режиссёра фильма и главы компании Troma Ллойда Кауфмана. Все треки из саундтрека, кроме двух, звучали в фильме. Композиция «We Are One» писалась специально для фильма, однако Этан Хёрт не успел закончить её ко времени сдачи фильма. Композиция «Class of Nuke ‘Em High Part 2 Theme» является темой из второго фильма.

### Список композиций
1. «Troma Leader» (0:15)
2. Ethan & the Coup — «Nuke ‘Em High» (4:23)
3. David Behennah — «Emotional Rufugee» (3:21)
4. GMT — «Angel» (3:41)
5. Stormbringer — «Rock ‘N’ Roll Paradise» (7:09)
6. The Smithereens — «Much Too Much» (2:22)
7. Stratus — «Run For Your Life» (4:27)
8. Ethan & the Coup — «We Are One» (4:05)
9. «Class of Nuke ‘Em High Part 2 Theme» (3:20)

## Рецензии
Во время выхода фильма он был плохо принят критиками. В Variety отметили, что фильм грубо шутит над реальными проблемами, связанными с АЭС. TV Guide поставил фильму 1 звезду из 4. По мнению издания фильм всё же имеет свой шарм и непосредственность из-за чего его агрессивная глупость не кажется оскорбительной. В The New York Times нашли, что в фильме есть интересные комичные моменты, которые однако запрятаны между длинными скучными сценами.
Несмотря на негативные отзывы во время своего выхода со временем фильм стал классикой фильмов категории B и одним из главных фильмов компании Troma.

## Продолжения
В 1991 году вышел фильм «Атомная школа 2», а в 1994 году «Атомная школа 3». Последующие фильмы стали более юмористическими и менее жестокими. Эти фильмы по-прежнему производила компания Troma Entertainment, но в режиссёрском кресле уже не было Майкла Херца и Ллойда Кауфмана, они занимались продюсированием этих фильмов. Выпуск четвёртого фильма был запланирован на 2000 год, но он так и не был тогда снят.
Новый фильм вышел только в 2013 году под названием «Атомная школа: Возвращение. Часть 1», а на Каннском кинофестивале 2017 было показано его продолжение «Атомная школа: Возвращение. Часть 2». Ллойд Кауфман вернулся в кресло режиссёра в обоих этих фильмах.